# Máquina de Rube Goldberg
Uma máquina de Rube Goldberg é uma máquina que executa uma tarefa simples de uma maneira extremamente complicada, geralmente utilizando uma reação em cadeia. Essa expressão foi criada em referência ao cartunista americano e inventor Rube Goldberg, autor de diversos dispositivos com essa base de funcionamento.
Foi bastante usada em alguns episódios do desenho de Tom e Jerry, disponível em alguns vídeos da plataforma YouTube